# .kz
.kz es el dominio de nivel superior geográfico (ccTLD) para Kazajistán.